# Reamonn

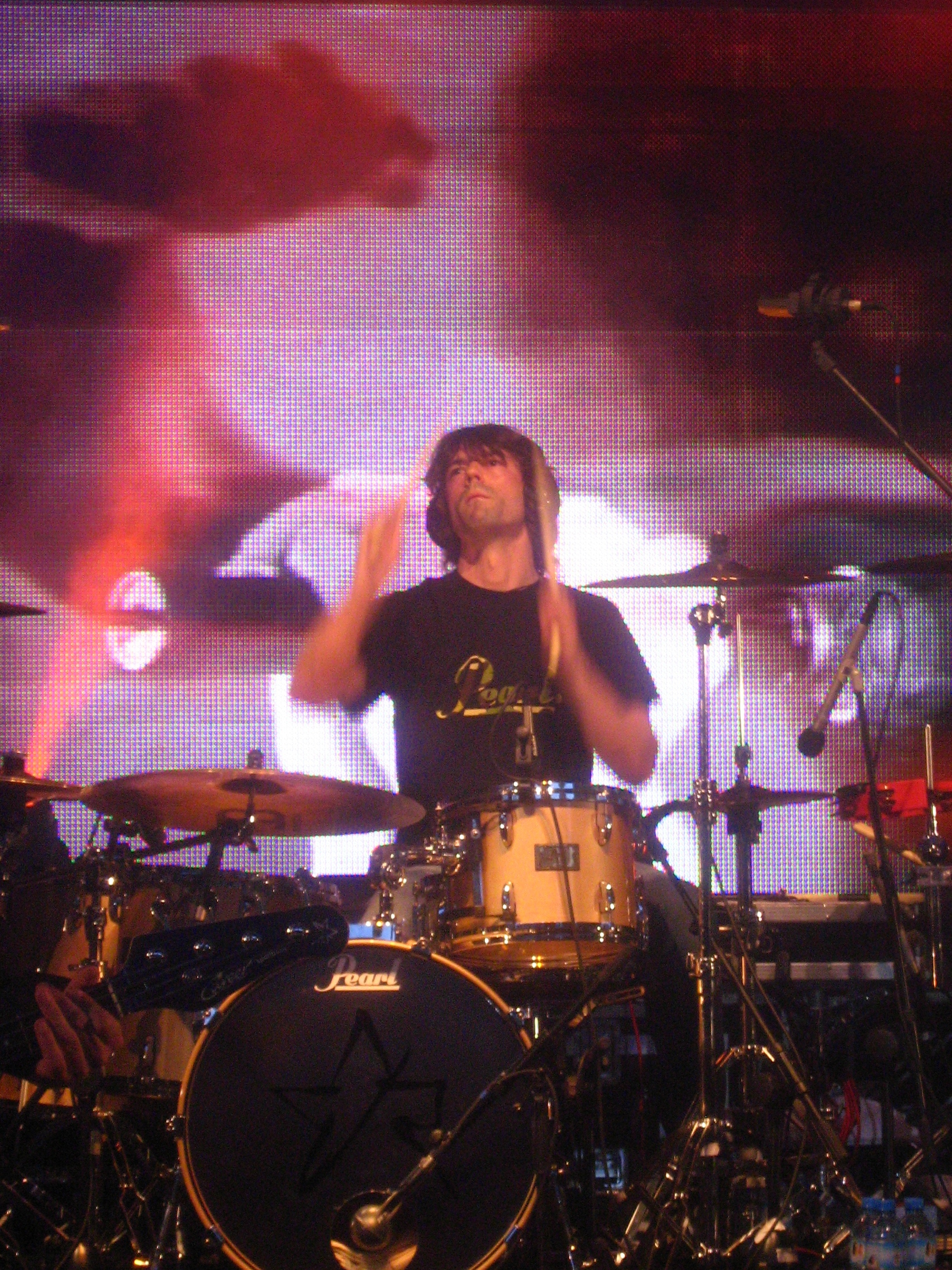
Mike Gommeringer

Reamonn — немецкая поп-рок-группа. Их первый сингл «Supergirl» стал хитом (было продано 400 тыс. копий), а дебютный альбом Tuesday в течение месяца принёс им успех во всей Европе. Обычно группа играет не очень тяжёлую музыку, но некоторые песни («Faith», «She’s So Sexual», «Valentine», «Flowers») выдержаны в довольно тяжёлом стиле. В России получила известность в 2001 году благодаря песне «Supergirl».

## История
Солист группы Рэй Гарви (Raymond Michael Garvey) родом из ирландского графства Керри. Другие участники группы — из юго-западной части Германии, Баден-Вюртемберга. Прежде чем найти друг друга, каждый работал музыкантом. В 1998 году Рэй прибыл в Германию, имея 50 марок стартового капитала в кармане. Здесь он повстречал Гомеша, такого же «одинокого» музыканта. Именно они и положили начало группе. Начались поиски остальных музыкантов, которые сразу же увенчались успехом. Гомеш приглашает в команду своего старого приятеля, «профессора» Зеби, а тот, в свою очередь, «гитариста», или просто Уве. Ещё через полгода к ним присоединяется басист Фил.
Весной 1999 года состав Reamonn окончательно утвердился и в июне этого же года ребята подписывают контракт с Virgin Records и начинают запись первого альбома на франкфуртской студии Take One. Запись продолжилась уже в Манчестере, а сводилась пластинка в Лондоне, где Reamonn познакомились с известным продюсером Стивом Лайом, работавшим с такими громкими именами, как Depeche Mode, The Cure, Paradise Lost и Полом МакКартни.
В марте 2000 года Reamonn выпускают дебютный сингл «Supergirl». С этого момента популярность Reamonn начала стремительно расти. Не продав ещё и половины тиража сингла, группа ставит рекорд за рекордом в хит-парадах на радиостанциях Скандинавии и Прибалтики. 29 мая 2000 года Reamonn выпустили свой дебютный альбом Tuesday (именно во вторник были приняты самые главные решения), принесший им стабильный успех по всей Европе.
Автором всех текстов альбома Tuesday стал сам Рэй Гарви. Музыку же создавала вся группа вместе. Вот, что Рэй говорит о творчестве группы: «… музыку мы создаем все впятером — каждый музыкант принимает в этом участие. И, разумеется, мы ни на кого не похожи — группа Reamonn звучит именно как группа Reamonn». Музыканты описывают себя как группу, которая совершенно точно передаёт в своих песнях жизнь, которой они живут — смесь страсти, энергии, музыки.

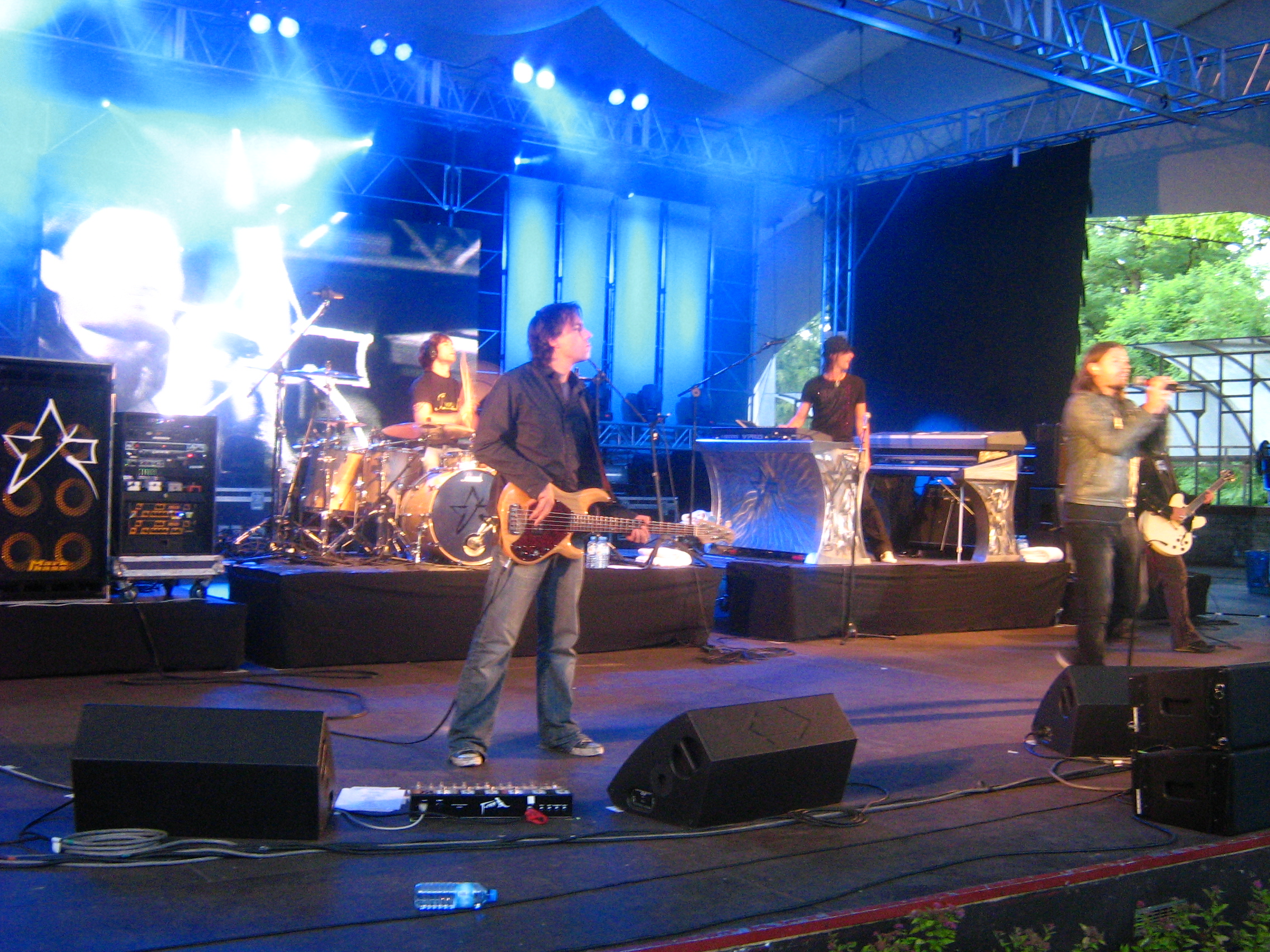
Reamonn

Песня «Faith» с альбома Reamonn стала официальной песней сезона 2009 немецкой автогоночной серии Deutsche Tourenwagen Masters.

## Состав
- Рэй Гарви (Rea Garvey) — вокал, акустическая гитара.
- Уве Боссерт (Uwe Bossert) «Гитарист» — гитара.
- Гомеш (Mike Gommeringer, Gomezz) — ударные.
- Фил (Philipp Rauenbusch) — бас.
- «Профессор» Зеби (Sebastian Padotzke) — клавишные, саксофон.

## Дискография
| Год  | Название альбома | Треки |
| ---- | ---------------- | --- |
| 2010 | Eleven           | 01 «Yesterday» 02 «Colder» 03 «Let The Morning Sleep» 04 «Through The Eyes Of A Child» 05 «Million Miles» 06 «Moments Like This» 07 «Aeroplane» 08 «Open Skies» 09 «Proomise — Extended version» 10 «Tonight» 11 «Serpentine» 12 «The Only Ones» 13 «Star» 14 «Alright» 15 «Strong» 16 «Angels Fly» 17 «Weep» 18 «Life Is A Dream» 19 «Supergirl» 20 «Josephine (New Version 2010)» 21 «Waiting There For You» 22 «Swim» |
| 2008 | Reamonn          | 01 «Faith» 02 «Million Miles» 03 «Through the eyes of a child» 04 «Free like a bird» 05 «Goodbyes» 06 «Set of keys» 07 «Moments like this» 08 «Aeroplane» 09 «Open Skies» 10 «Broken Stone» 11 «Serenade Me» 12 «Broken» 13 «Its over now» |
| 2006 | Wish             | 01 «Wish» 02 «Starship» 03 «Serpentine» 04 «Promise (You And Me)» 05 «Shes A Bomb» 06 «Tonight» 07 «Just Another Night» 08 «Starting To Live» 09 «LA Skies» 10 «Sometimes» 11 «Come To Me» 12 «Out Of Reach» 13 «The Only Ones» |
| 2004 | Raise Your Hands | |
| 2003 | Beautiful Sky    | 01 «Intro» 02 «Beautiful Sky» 03 «Star» 04 «Falling Down» 05 «Allright» 06 «Valentine» 07 «Strong» 08 «Promised Land» 09 «Pain» 10 «Angels Fly» 11 «Sunshine Baby» 12 «A Little Bit Of Sunshine» 13 «Sold» 14 «Back Again» |
| 2001 | Dream No.7       | 01 «Come And Go» 02 «La Trieste» 03 «Everytime She Goes Away» 04 «C Inside» 05 «Picture Of Heaven» 06 «New World» 07 «Only When You Sleep» 08 «Life Is A Dream» 09 «Flowers» 10 «Weep» 11 «Saving An Angel» 12 «Jeanny» |
| 2000 | Tuesday          | 01 «7th Son» 02 «Supergirl» 03 «Swim» 04 «If I Go» 05 «Josephine» 06 «Head In My Hands» 07 «She’s So Sexual» 08 «Torn» 09 «Stripped» 10 «Waiting There For You» 11 «Just A Day» |